# Agabus kholini
Agabus kholini är en skalbaggsart som beskrevs av Nilsson 1994. Agabus kholini ingår i släktet Agabus och familjen dykare. Inga underarter finns listade i Catalogue of Life.